# Carlo Tagliabue
Pour les articles homonymes, voir Tagliabue.
Carlo Tagliabue (né le 13 janvier 1898 à Mariano Comense, dans la province de Côme en Lombardie - mort le 5 avril 1978 à Monza) est un baryton italien, particulièrement admiré dans les opéras de Giuseppe Verdi.

## Biographie
Carlo Tagliabue étudie à Milan avec Leopoldo Gennai et Annibale Guidotti, et débute à Lodi en 1922, en Amonasro, et en 1924 au Teatro San Carlo de Naples, dans le même rôle.
Il chante rapidement dans toute l'Italie (Rome, Florence, Vérone, etc), et débute à La Scala de Milan en 1930. Il s'impose comme l'un des meilleurs barytons de son époque dans le répertoire italien (I puritani, Lucia di Lammermoor, Rigoletto, Il trovatore, La traviata, Un ballo in maschera, La forza del destino, Aida, Otello, La Gioconda, Cavalleria rusticana, Pagliacci, Andrea Chénier, Tosca, etc), mais chante aussi le répertoire  allemand (Tannhauser, Lohengrin, Tristan und Isolde, etc). Il participe à la création de La Fiamma de Respighi à Rome en 1934.
À l'étranger, il parait à Lisbonne, Paris, Londres, Berlin, Buenos Aires, New York, San Francisco, etc.
Tagliabue était doté d'une voix riche et chaleureuse, au registre très étendu, capable de la même rigueur de style dans le bel canto comme le vérisme, mais était par-dessus tout apprécié dans les emplois verdiens.

## Sources
- Harold Rosenthal, John Warrack, Roland Mancini et Jean-Jacques Rouveroux, Guide de l'opéra, Paris, Fayard, coll. « Les indispensables de la musique », 1995, 968 p. (ISBN 978-2-213-59567-2)